# Muscovy Hat

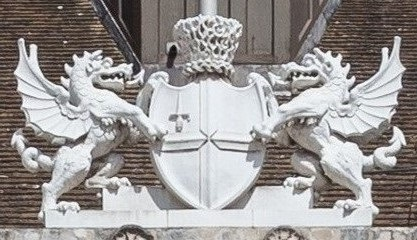
Der Moscovy Hat als Helmzier des Wappens an der Guildhall von London

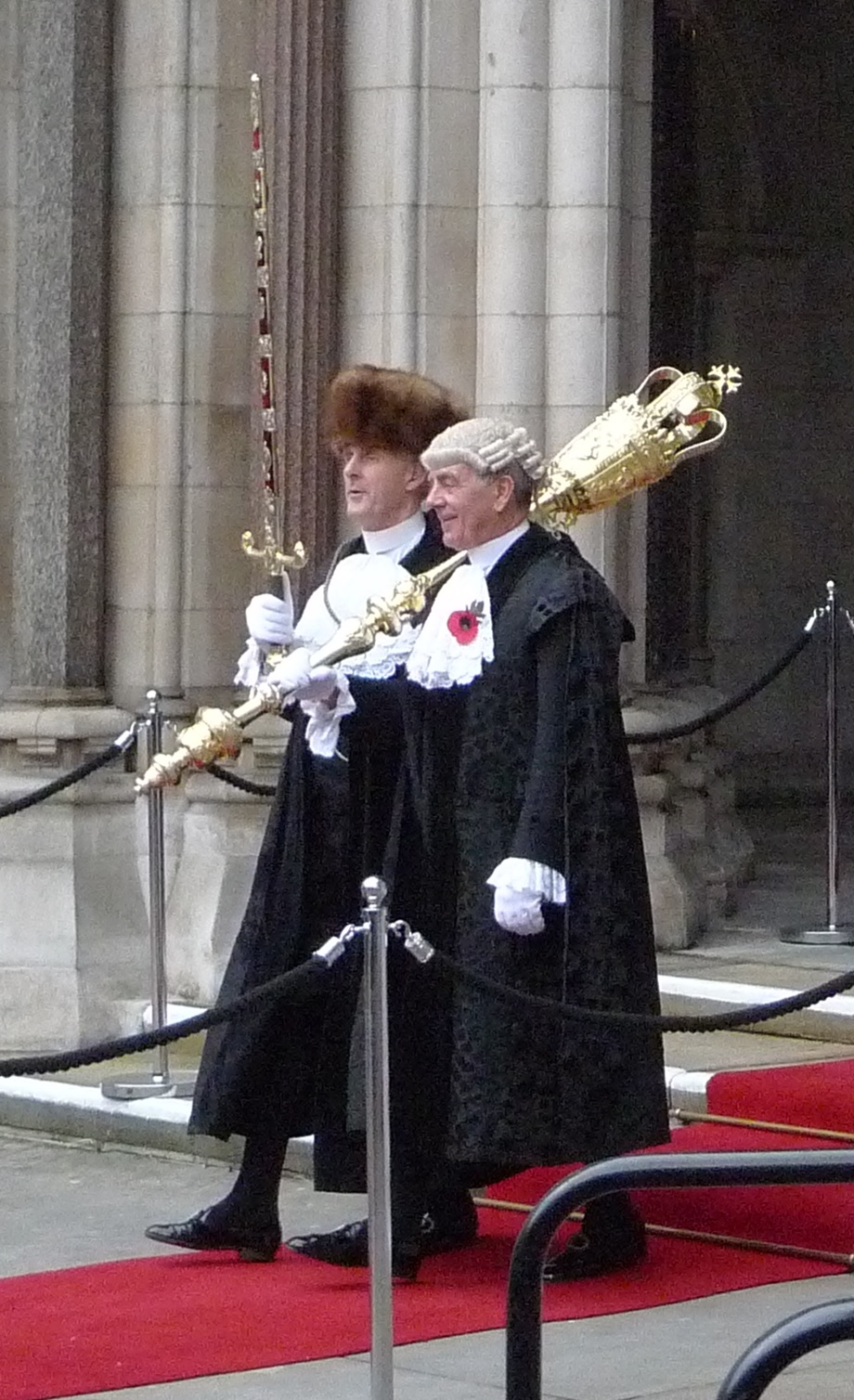
Schwert und Streitkolben der Stadt London, getragen vom Schwertträger (links) und dem Sergeant-at-Arms (2011)

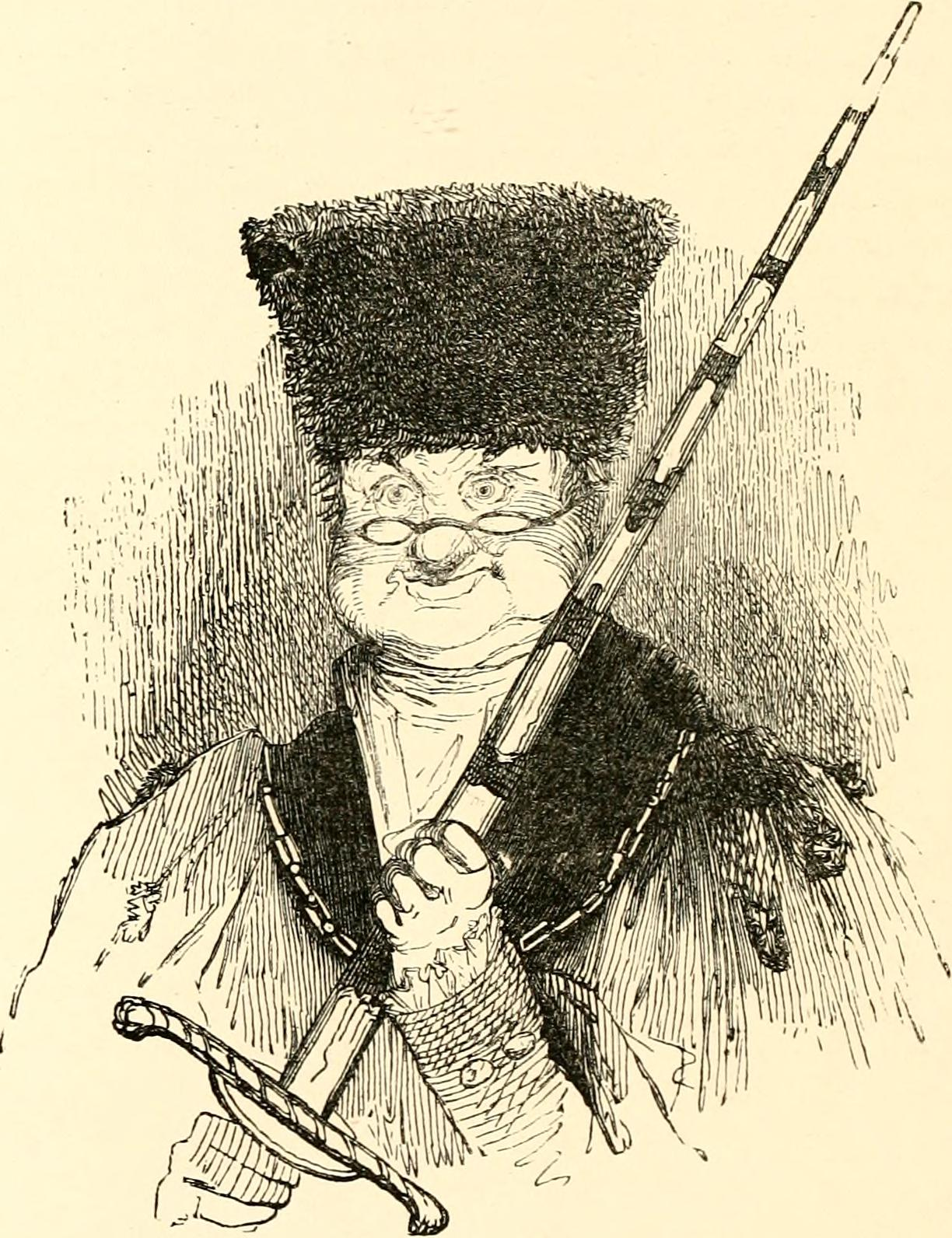
Der Schwertträger in einer Karikatur von Kenny Meadows, 1864

Der Muscovy Hat, deutsch „Moskowitischer Hut“, ist die traditionelle, bei festlichen Anlässen getragene Pelzmütze des Londoner Sword Bearers, des Schwertträgers. Er ist ein Begleiter des Lord Mayors of London, des zeremoniellen Bürgermeisters der City of London. London City ist ein historischer, unabhängiger Distrikt im Zentrum der britischen Hauptstadt. Die Anlässe für das Auftreten des Sword Bearers sind unter anderem offizielle Abendessen und Staatsbankette in Guildhall, der Heimat der City of London Corporation, oder im Mansion House, dem Amtssitz des Oberbürgermeisters.
Der Muscovy Hat war Bestandteil des Wappens der City of London, bis er im 19. Jahrhundert durch das heutige Emblem eines Drachenflügels ersetzt wurde, zusammen dargestellt mit dem Kreuz des heiligen Georg.

## Beschreibung
Die Form der Zobelmütze oder -kappe variierte offenbar je nach Vorliebe des Trägers. Immer ist sie nach oben etwas oder erheblich breiter gearbeitet. Zuletzt wurde sie in schlichter, etwa gut 20 Zentimeter hoher Ausführung getragen. Sie hat keine Verzierung und keine Hutkrempe. Ein besonders beeindruckendes, nach oben hin weitaus mehr ausladendes Exemplar trug in den 1950er Jahren der Schwertträger William Thomas Boston.
In einer innen angebrachten Tasche befindet sich der Schlüssel für einen Safe, der unter anderem das Großsiegel von London enthält.

## Geschichte
Das Amt des Schwertträgers ist eine hohe Ehre, verliehen durch den Monarchen. Von London ist bekannt, dass die Stadt zurück bis 1373 ein Zeremonienschwert besaß. Seine aus Zobelfell gearbeitete Mütze, in London offiziell Muscovy Hat genannt, trägt der Sword Bearer bei allen zeremoniellen Gelegenheiten. Der Name erinnert an den früher einmal für London so bedeutenden Ostseehandel, dessen wichtiger Teil der Import und weltweite Export russischer Pelzfelle (Rauchwaren) war. Das Pelzhandelszentrum befand sich im Londoner Stadtteil Garlick Hill. Die bei bürgerlichen Prozessionen zusammen mit dem Schwert (und dem Streitkolben) mitgeführte Mütze als Insigne der Würde versinnbildlicht, dass der Bürgermeister der Vertreter des Souveräns ist.
Eine ähnliche Funktion erfüllt die „Cap of Maintenance“ mit Hermelinrand, die bereits seit Jahrhunderten bei der Eröffnung des Parlaments vor dem Regenten auf einem Stab mitgeführt wird.
Ehemals war es Brauch, dass der Londoner Schwertträger zwei Mützen besaß, „eine aus grauem Pelz für den Winter“, die andere „aus Seide für den Sommer“. Die seidene Mütze scheint jedoch 1546 durch „einen sehr feinen und reichen Hut“ [„a very goodly and Riche hat“] ersetzt worden zu sein, wahrscheinlich jetzt aus Samt. Für London ist der Gebrauch einer Ehrenmütze des Schwertträgers bis zurück in das Jahr 1520 nachgewiesen.
Es würde als äußerst unangebracht gelten, trügen die Würdenträger die Mütze auch im zivilen Bereich. Auch in anderen bedeutenden englischen Städten wird der Brauch der Cap of Maintenance gepflegt, die Gestaltung dieser Kopfbedeckungen orientiert sich meist an der des Londoner Schwertträgers. Zumindest in den 1980er Jahren waren es, neben London, die Städte Bristol, Coventry, Gloucester, Lincoln, Newcastle upon Tyne, Norwich und York. In Gloucester gibt es zwei Caps of Maintenance. Hier trägt der Schwertträger ebenfalls, wie beim Bürgermeister der City of London, eine Mütze aus Zobel, siebeneinhalb Inches hoch (19 cm), jedoch mit aufgerollter Krempe und eingedrücktem Deckel aus rotem Samt. Die Zobelmütze ist bei Prozessionen ein eindrucksvoller Anblick, der dem reich mit Zobel ausgestatteten Gewand und dem Vermögen des Bürgermeisters entspricht. Gloucesters zweite Mütze ist aus Hermelin und Feh. Die Version in Bristol ist ähnlich der in London, aber randlos und aus Fehfell, sie wird aber nur bei speziellen Gelegenheiten in Ausstellungen zusammen mit dem Schwert und dem Amtsstab gezeigt. Der Ursprung dieser Bräuche ist ungewiss.
Der erste Anlass zum Tragen des Muscovy Hats ist das Lord Mayor’s Banquet, das Einstandsbankett mit mehreren hundert Teilnehmern des frischvereidigten Lord Mayors of London zu Ehren seines Amtsvorgängers. Wenn alle Gäste begrüßt sind und ihren Platz gefunden haben, stellen sie sich zu einer feierlichen Polonaise bei langsamer Marschmusik aus der ersten Szene des Publio Cornelio Scipione auf. Trompeter in mittelalterlichen Kostümen übernehmen die Führung, gefolgt vom City Marshall und vom Hauskaplan des Bürgermeisters, welcher einen Hut und eine Robe mit langer Schleppe trägt; dann folgen der Premierminister des Vereinigten Königreichs mit dem Schwertträger zur Rechten und dahinter die Gattin des Premierministers und die Frau des Lord Mayor of London. Die Prozession führt durch die Bildergalerie der Guildhall, dreht eine Runde im Bankettsaal, bis die Teilnehmer wieder an ihren Plätzen an der Dinnertafel angekommen sind.
Zusammen mit dem Schwertträger geht bei überörtlichen Anlässen der Sergeant-at-Arms. Er trägt den zeremoniellen Streitkolben beziehungsweise Marschallstab als Symbol für die von der Krone verliehene Autorität der City of London Corporation. Beide sind in schwarze Roben mit einem weißen Spitzenjabot gekleidet. „Während der schwere Streitkolben ein beeindruckendes Gerät ist, ist es der Schwertträger, der die imposantere Figur abgibt.“
Das englische Sprichwort „I shall keep it under my hat“ – „Ich werde es unter meinem Hut behalten“ bedeutet, etwas versteckt oder geheim zu halten. Dieses Sprichwort folgt einem Brauch, der nach der „Silent Ceremony“ (Stille Zeremonie) noch praktiziert wird, am Freitag vor dem zweiten Samstag im November. Der scheidende Oberbürgermeister bittet den Schwertträger, ihm die Schlüssel für den Safe zu geben, in dem die Siegel der Stadt und des Christ’s Hospital aufbewahrt werden. Der Schwertträger nimmt den Muscovy Hat ab und zieht den Schlüssel aus einer Tasche an der Unterseite des Hutes. Der Schwertträger gibt dem scheidenden Oberbürgermeister den Schlüssel, der übergibt ihn wiederum dem neuen Oberbürgermeister, der ihn dem Schwertträger zurückgibt und ihn bittet, ihn sicher aufzubewahren. Der Schwertträger erhält den Schlüssel zurück und sagt: „Ich werde ihn unter meinem Hut behalten“. Daraufhin steckt er den Schlüssel in die Tasche an der Unterseite seines Muscovy Hats zurück und setzt sich die Mütze wieder auf.